# Формат паперу

Аркуші формату А в порівнянні з аркушами «лист» та «юридичний».

Форма́т папе́ру — стандартизований розмір аркуша (листа) паперу. В різні часи в різних країнах було прийнято різні стандарти формату паперу. Наразі, поширені дві основні системи: міжнародний стандарт ISO 216 (описує формат серії А, і, зокрема, поширений формат А4 та споріднені серії B і C) і північноамериканський стандарт формату паперу, затверджений Американським національним інститутом стандартів (ANSI) в 1995 році.

## Міжнародний стандарт ISO 216
Міжнародний стандарт розмірів аркушів, ISO 216, побудовано на основі німецького стандарту розмірів аркушів DIN 476. В стандарті ISO відношення ширини до довжини аркушу різних форматів однакове, та дорівнює квадратному кореню з двох, або приблизно 1 до 1,4142. Базовим форматом аркуша паперу є A0, площа якого дорівнює одному квадратному метру (1 м²). Кожен з наступних форматів аркушів A1, A2, A3, і т. д., має удвічі меншу площу за попередній. Найпоширеніші аркуші мають формат A4  (210 × 297 мм).
Основною перевагою цієї системи є її масштабування: якщо аркуш зі співвідношенням сторін {\displaystyle {\sqrt {2}}} ділити на дві рівні частини поперек довшої сторони, то співвідношення сторін отриманих аркушів буде також {\displaystyle {\sqrt {2}}}. Брошури можна робити складаючи навпіл аркуші попереднього, більшого розміру; наприклад, аркуші формату А4 згинають, аби отримати брошуру формату А5. Система дозволяє пропорційне масштабування з одного формату в інший — наприклад, збільшення формату А4 до А3, або зменшення з А3 до А4 на копіювальному приладі. Крім того, два аркуші формату А4 можуть бути зменшені й скопійовані на один аркуш без відрізання та без зайвих границь. Також не складно обчислювати вагу: стандартний аркуш А4 з щільністю паперу 80 г/м² важить 5 грамів (оскільки є 1/16 аркуша А0, площа якого дорівнює 1 м²), що дозволяє легко визначити вагу — і пов'язану вартість доставки — для відомої кількості аркушів.
Переваги використання аркушів з пропорцією {\displaystyle {\sqrt {2}}}, помітив у 1786 р. німецький вчений Георг Крістоф Ліхтенберг (в листі Йохану Бекману). На початку двадцятого століття, д-р Вальтер Порстманн вдосконалив ідею Ліхтенберга та створив належну систему розмірів аркушів. Система розмірів Порстмана була запроваджена як стандарт DIN (DIN 476) в Німеччині в 1922 році, замінивши безліч інших форматів паперу. Навіть сьогодні, в Німеччині, поширена назва «DIN A4».
Стандарт DIN 476 швидко поширився на інші країни, і до початку Другої світової війни діяв в наступних країнах:
| - Бельгія (1924) - Нідерланди (1925) - Норвегія (1926) | - Фінляндія (1927) - Швейцарія (1929) - Швеція (1930) | - Радянський Союз (1934) - Угорщина (1938) - Італія (1939) |

Під час війни був прийнятий в Уругваї (1942), Аргентині (1943) і Бразилії (1943), а потім був затверджений іншими країнами:
| - Іспанія (1947) - Австрія (1948) - Румунія (1949) - Японія (1951) - Данія (1953) - Чехословаччина (1953) - Іран (1948) - Ізраїль (1954) - Португалія (1954) - Югославія (1956) - Індія (1957) | - Польща (1957) - Сполучене Королівство (1959) - Ірландія (1959) - Венесуела (1962) - Нова Зеландія (1963) - Ісландія (1964) - Мексика (1965) - Південна Африка (1966) - Франція (1967) - Перу (1967) - Туреччина (1967) | - Чилі (1968) - Греція (1970) - Родезія (1970) - Сінгапур (1970) - Бангладеш (1972) - Таїланд (1973) - Барбадос (1973) - Австралія (1974) - Еквадор (1974) - Колумбія (1975) - Кувейт (1975) |

Станом на 1975 рік стандарт мав таке поширення, що його було ухвалено як міжнародний стандарт ISO та затверджено як стандарт для документів ООН. До 1977 року A4 був стандартом для аркушів листів у 88 з 148 країн. Сьогодні цей стандарт прийнятий в усіх країнах світу, за винятком Сполучених Штатів і Канади. У Мексиці, Колумбії, Венесуелі, Аргентині, Чилі і на Філіппінах поширений американський формат паперу і перебуває у загальному користуванні, не зважаючи на офіційно діючий стандарт ISO.

Розміри аркушів ISO серії B.

На додаток до серії A, існує менш поширена серія B. Площа аркушів серії B є середнім геометричним послідовних аркушів серії А. Таким чином, В1 знаходиться між A0 і A1, а площа дорівнює 0,71 м² ({\displaystyle {\sqrt {0.5}}}). Як наслідок, довжина В0 дорівнює 1 метру, а решта аркушів серії В має довжину в половину, чверть, і так далі метру. Хоча менш поширена в офісах та канцеляріях, її використовують в ряді спеціальних випадків. Багато плакатів друкують на папері формату B або наближених до нього аркушах, наприклад, 50 см × 70 см, B5 відносно часто використовують в книжках. Аркуші серії B використовують також для конвертів та паспортів.
Серію C використовують тільки для конвертів, її визначено в стандарті ISO 269. Площа аркушів серії С дорівнює середньому геометричному площ аркушів серії А та В з таким же номером: наприклад, площа аркушу C4 дорівнює середньому геометричному площ аркушів А4 та B4. Це означає, що аркуш C4 трохи більше за A4, а B4 трохи більше за C4. На практиці, це означає, що лист, написаний на папері А4 можна помістити в конверт формату C4, а конверт С4 можна помістити в конверт формату B4.
| Формат | Серія A    | Серія A       | Серія B     | Серія B       | Серія C    | Серія C       |
| ------ | ---------- | ------------- | ----------- | ------------- | ---------- | ------------- |
| Розмір | мм × мм    | дюйми × дюйми | мм × мм     | дюйми × дюйми | мм × мм    | дюйми × дюйми |
| 0      | 841 × 1189 | 33,1 × 46,8   | 1000 × 1414 | 39,4 × 55,7   | 917 × 1297 | 36,1 × 51,1   |
| 1      | 594 × 841  | 23,4 × 33,1   | 707 × 1000  | 27,8 × 39,4   | 648 × 917  | 25,5 × 36,1   |
| 2      | 420 × 594  | 16,5 × 23,4   | 500 × 707   | 19,7 × 27,8   | 458 × 648  | 18,0 × 25,5   |
| 3      | 297 × 420  | 11,7 × 16,5   | 353 × 500   | 13,9 × 19,7   | 324 × 458  | 12,8 × 18,0   |
| 4      | 210 × 297  | 8,3 × 11,7    | 250 × 353   | 9,8 × 13,9    | 229 × 324  | 9,0 × 12,8    |
| 5      | 148 × 210  | 5,8 × 8,3     | 176 × 250   | 6,9 × 9,8     | 162 × 229  | 6,4 × 9,0     |
| 6      | 105 × 148  | 4,1 × 5,8     | 125 × 176   | 4,9 × 6,9     | 114 × 162  | 4,5 × 6,4     |
| 7      | 74 × 105   | 2,9 × 4,1     | 88 × 125    | 3,5 × 4,9     | 81 × 114   | 3,2 × 4,5     |
| 8      | 52 × 74    | 2,0 × 2,9     | 62 × 88     | 2,4 × 3,5     | 57 × 81    | 2,2 × 3,2     |
| 9      | 37 × 52    | 1,5 × 2,0     | 44 × 62     | 1,7 × 2,4     | 40 × 57    | 1,6 × 2,2     |
| 10     | 26 × 37    | 1,0 × 1,5     | 31 × 44     | 1,2 × 1,7     | 28 × 40    | 1,1 × 1,6     |

Допуски, зазначені в стандарті:
- ± 1,5 мм (0,06 дюйм) для розмірів до 150 мм (5,9 дюйма),
- ± 2 мм (0,08 дюйм) для довжин в діапазоні від 150 до 600 мм (5,9 до 23,6 дюйм) і
- ± 3 мм (0,12 дюйм) для будь-яких розмірів понад 600 мм (23,6 дюйм).

### Відмінності німецького стандарту
Німецький стандарт DIN 476 опубліковано в 1922 році. Він є оригінальною специфікацією серій А та B, але відрізняється від міжнародного стандарту в двох деталях: DIN 476 передбачає розширення до форматів більших за A0, що позначається спеціальним префіксом. Зокрема, в ньому визначено формати 2А0, вдвічі більшої площі за А0 та 4A0, в чотири рази більше A0:
| Формат | мм х мм     | дюйм × дюйм |
| ------ | ----------- | ----------- |
| 4A0    | 1682 × 2378 | 66,2 × 93,6 |
| 2A0    | 1189 × 1682 | 46,8 × 66,2 |

DIN 476 також вимагає дещо жорсткіших допусків:
- ± 1 мм (0,04 дюйма) для розмірів до 150 мм (5,9 дюйма),
- ± 1,5 мм (0,06 дюйма) для довжин в діапазоні від 150 мм до 600 мм (5,9 до 23,6 дюймів) і
- ± 2 мм (0,08 дюйма) для будь-яких розмірів понад 600 мм (23,6 дюймів).